# El Zapote (Guanajuato)
El Zapote es una localidad del estado mexicano de Guanajuato. Es parte del municipio de San Felipe.

## Demografía
| Gráfica de evolución demográfica |
|                                  |

| Censo | Población |
| ----- | --------- |
| 1900  | 490       |
| 1910  | 412       |
| 1921  | 237       |
| 1930  | 338       |
| 1940  | 342       |
| 1950  | 265       |
| 1960  | 445       |
| 1970  | 381       |
| 1980  | 482       |
| 1990  | 735       |
| 2000  | 852       |
| 2010  | 1 052     |
| 2020  | 1 246     |